# Circus (geslacht)
Circus (kiekendieven) is een geslacht van vogels uit de familie van de havikachtigen (Accipitridae). Kiekendieven jagen laag vliegend boven de grond  op kleine zoogdieren, vogels of reptielen. Het zijn roofvogels met opvallend lange vleugels en een smalle eveneens lange staart.

## Taxonomie
De wetenschappelijke naam van het geslacht is voor het eerst geldig gepubliceerd in 1799 door Bernard Germain de Lacépède. De soorten uit dit geslacht zijn ondergebracht in de onderfamie Accipitrinae op grond van in 2024 gepubliceerd moleculair genetisch onderzoek. Dit is opmerkelijk omdat de soorten qua uiterlijk en gedrag (jachttechniek) sterk verschillen van de haviken en sperwers en meer verwantschap vertonen met de onderfamilie  Polyboroidinae.

## Beschrijving
Kiekendieven zijn slanke, middelgrote roofvogels. Wereldwijd zijn er zestien soorten Kiekendieven in het geslacht (genus) Circus. De Kiekendieven onderscheiden zich onder andere van de andere (dag)roofvogels, doordat het bijna allemaal grondbroedvogels zijn, met andere woorden ze maken geen nest in bomen, maar op de grond. In Nederland en België komen drie soorten als broedvogel voor: de blauwe kiekendief, de bruine kiekendief en de grauwe kiekendief. De geslachtsnaam Circus verwijst naar de cirkelvormige bewegingen die het mannetje en vrouwtje uitvoeren tijdens hun baltsvlucht.

### Kenmerken
Deze roofvogels hebben lange, smalle vleugels en een lange, afgeronde staart. Hun gewicht bedraagt ongeveer 350 gram en de gemiddelde lichaamslengte bedraagt 47 cm. De betrekkelijke kleine en uilachtig uitziende kop wordt omringd door een verenkraag. De snavel is klein en sterk gebogen. De grote neusgaten zijn bedekt met borstels. De lange, gele poten bevatten sterke gekromde klauwen. Over het algemeen zijn de vrouwtjes groter dan de mannetjes. 

## Trivia
De bruine kiekendief (Circus aeruginosus) is het symbool van de Nederlandse provincie Flevoland. Vooral in de vorige eeuw waren diverse soorten kiekendieven regelmatige broedvogels en wintergasten in die provincie. 

## Soorten
- Circus aeruginosus – Bruine kiekendief
- Circus approximans – Pacifische bruine kiekendief
- Circus assimilis – Gevlekte kiekendief
- Circus buffoni – Buffons kiekendief
- Circus cinereus – Grijze kiekendief
- Circus cyaneus – Blauwe kiekendief
- Circus hudsonius – Amerikaanse blauwe kiekendief
- Circus macrosceles – Madagaskarkiekendief
- Circus macrourus – Steppekiekendief
- Circus maillardi – Réunionkiekendief
- Circus maurus – Zwarte kiekendief
- Circus melanoleucos – Bonte kiekendief
- Circus pygargus – Grauwe kiekendief
- Circus ranivorus – Afrikaanse bruine kiekendief
- Circus spilonotus – Oostelijke bruine kiekendief
- Circus spilothorax – Papoeakiekendief